# Bassa de Sant Mateu
La Bassa de Sant Mateu de Premià de Dalt es troba al Parc de la Serralada Litoral, la qual recull l'aigua excedent de la Font de Sant Mateu que té al davant.

## Descripció
És una bassa de regadiu, de forma semicircular i un diàmetre de set metres. L'aigua surt de la font per una conducció soterrada i s'aboca a la bassa per un canal de pedra que surt d'una fornícula feta a la paret.

## Accés
És ubicada a Premià de Dalt i accessible amb cotxe: situats al Pi de la Creu de Can Boquet, seguim la pista de la Carena en direcció sud. A 1,4 km, davant de l'estació transformadora, prenem una pista a la dreta que duu a Can Riera. La Font de Sant Mateu i la Bassa de Sant Mateu són just en el punt on una cadena talla el pas cap a aquesta masia. Coordenades: x=444035 y=4596763 z=450.